# كيلكيس (مقاطعة)
كيلكيس إحدى مقاطعات اليونان.